# Opatovický rybník
Opatovický rybník je jeden z nejstarších rybníků v oblasti Třeboňska. Nachází se asi jeden kilometr na jih od centra Třeboně, v těsném sousedství s rybníkem Svět. Vodní plocha má rozlohu 160,6 hektarů a délku 2 km. Sypaná hráz je dlouhá 1177 m, široká 8,5 m a zadržuje 1,92 miliónů m³ vody. Rybník jehož průměrná hloubka je asi 1,5 až 2,5 m leží v nadmořské výšce 436 m. Přibližně uprostřed rybníka je zalesněný ostrov s malou loučkou, osídlený pouze vodním ptactvem. Na severním okraji se nalézá rekreační středisko Třeboňský Ráj s restaurací a malou pláží. Další pláž se nalézá v Doubí - Oboře, nedaleko Opatovického mlýna, stájí a Mlýnského dvora. Zvláštností je miniaturní pláž Heleny Simmerové, autorky Třeboňské pohádky.

## Historie
Dva středověké rybníky založené v roce 1367 rozšířil a spojil v letech 1510–1518 rybníkář Štěpánek Netolický a později se na jeho úpravách podílel i Jakub Krčín. Ten se bez úspěchu pokusil o jeho propojení se sousedním rybníkem Svět. Oba rybníky byly brzy odděleny. 
Pod hrází rybníka stojí na Zlaté stoce Opatovický mlýn. První písemná zmínka o tomto mlýně pochází z roku 1367, kdy byl mlýn ve vlastnictví nově založeného třeboňského kláštera, prvopočátky mlýna byly zřejmě starší. Mlýn několikrát vyhořel a musel být znovu obnoven. Od roku 1962 je zde pracoviště Mikrobiologického ústavu Akademie věd České republiky.  V roce 2013 objekt prošel generální rekonstrukcí.
Poblíž je nově opravená barokní kaplička sv. Jana Nepomuckého. Stával tam ještě barokní pomník Anděla strážce, připomínající tragickou dopravní nehodu kočáru Třeboňského arciděkana, opata augustiniánského kláštera (kanovníka Ferdinanda Glocka, zahynuvšího zde 12. února 1721 při cestě do Hrachoviště k zaopatření umírajícího sedláka), který byl později (1984) přemístěn do Třeboňského parku mezi hřbitovní kostel svatého Jiljí a Schwarzenberskou hrobku, na loučku u severoamerické borovice tuhé. Roku 2013 tam byl na podstavci z roku 1984 nahrazen moderním ztvárněním anděla od mladých třeboňských umělců a barokní sousoší se vrátilo do areálu Opatovického mlýna, za lípy u Zlaté stoky, nedaleko původního umístění.
Dne 28. července 1893 se v přilehlém areálu Třeboň - Doubí konal velký župní Sokolský slet, který se stal všenárodní manifestací. Hlavnímu vystoupení přihlíželo několik tisíc diváků.
Poblíž se nalézají rozsáhlé stáje a bývalá skautská osada v Doubí s původními dřevěnými sruby a restaurací, které dnes slouží k rekreačním účelům. Blízký historický Mlýnský dvůr, který pamatuje založení Opatovického rybníka, ležící na levé straně silnice k Novým Hradům je stylovým ubytovacím a restauračním zařízením. Areál umožňuje i sportovní vyžití (základy golfu, jízda na koni, tenis a další) a provozuje jej někdejší chuchelský známý žokej Václav Smolík. Nově zde byly vztyčeny tři kameny se znaky Rožmberků, Švamberků a Schwarzenberků, historických majitelů Třeboňského panství a kamenný symbol farmy Václava Smolíka.
V blízké oboře a bažantnici vzniklo po roce 1989 další rekreační a ubytovací zařízení nazvané Prátr v komplexu bývalé hájovny u Zlaté stoky, která tam napájí nejen Opatovický rybník, ale i soustavu rybníků dalších (u hájovny jsou to rybníky Štičí a Kapří). V přírodě je tam možno spatřit nejen obyčejné, ale i zlaté a diamantové bažanty.
Po hrázi rybníka vede od rybníka Svět naučná stezka Okolo Třeboně, která po překročení přítoku od Zlaté stoky pokračuje dále na jihovýchod po modře značené turistické trase.

## Vodní režim
Přítok vody tvoří jednak Zlatá stoka u Opatovického mlýna, dále se do rybníka vlévá Opatovická stoka od rybníků Ruda a Jamský, potok od rybníka Hůrky, vodoteč z Branské dubiny a dva drobné potůčky na západním břehu.
Na severním okraji u Světa, poblíž Božích muk Sv. Vojtěcha, je přepouštěcí kanál mezi oběma rybníky. Nedaleko (u Třeboňského menhiru) je i jalová výpust k odvedení povodně do Zlaté stoky, zbudovaná v roce 2002.
Hlavní výpust východní je kombinovaná: z části dřevěná, z části ocelová. Je tvořena 2 ocelovými troubami hrazenými dřevěnými lopatkami.
Sypaná hráz vyztužená balvany na východní straně Opatovického rybníka, zpevněná dřevinami, spojující Oboru a Třeboň, je včetně části u kapličky (zátoka na jihu, kam přitéká voda ze Zlaté stoky) dlouhá téměř dva kilometry. Převažujícími dřevinami jsou mohutné duby a lípy, ale najdou se tam i tisy.

## Fotogalerie

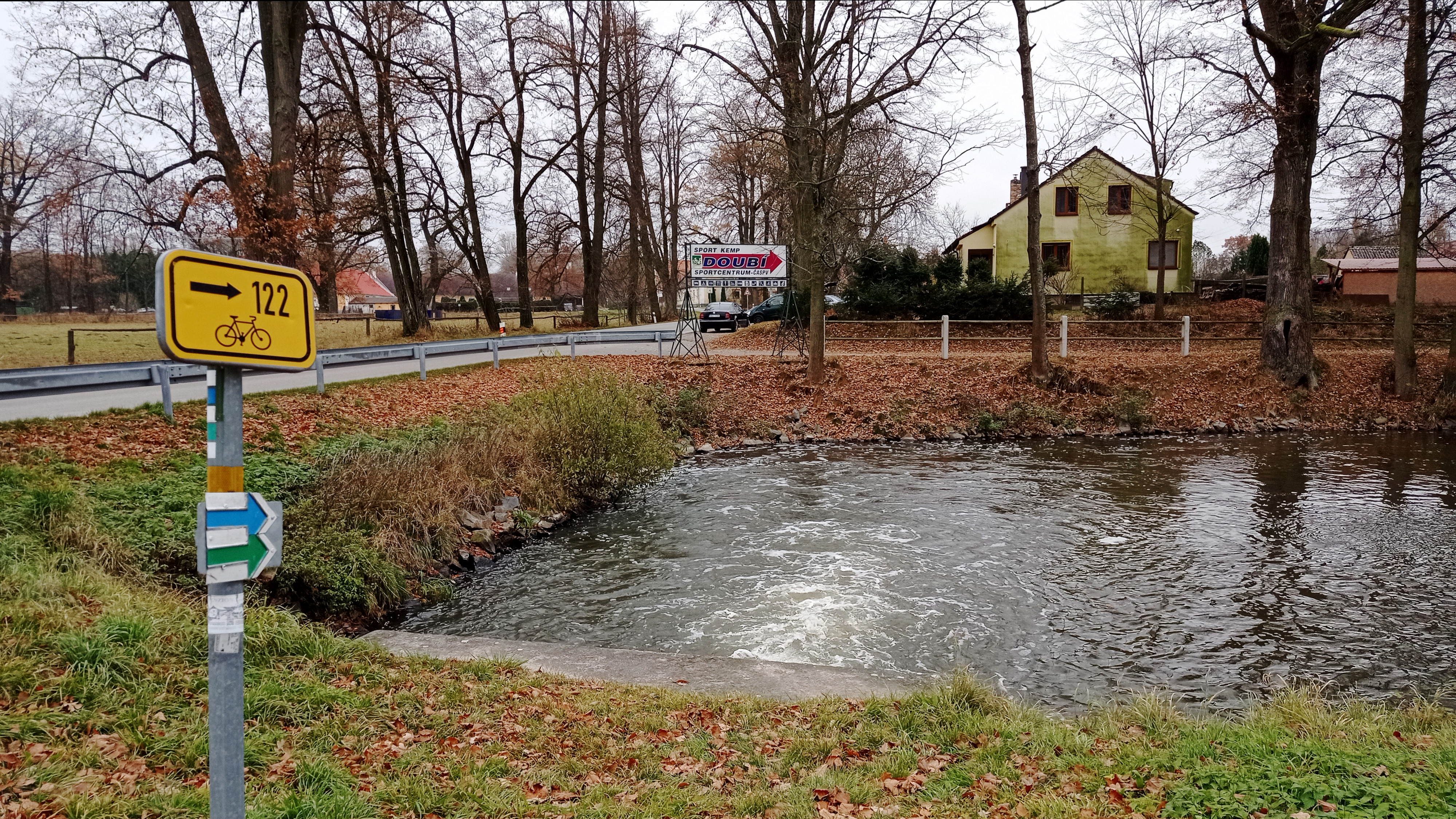
Přítok ze Zlaté stoky
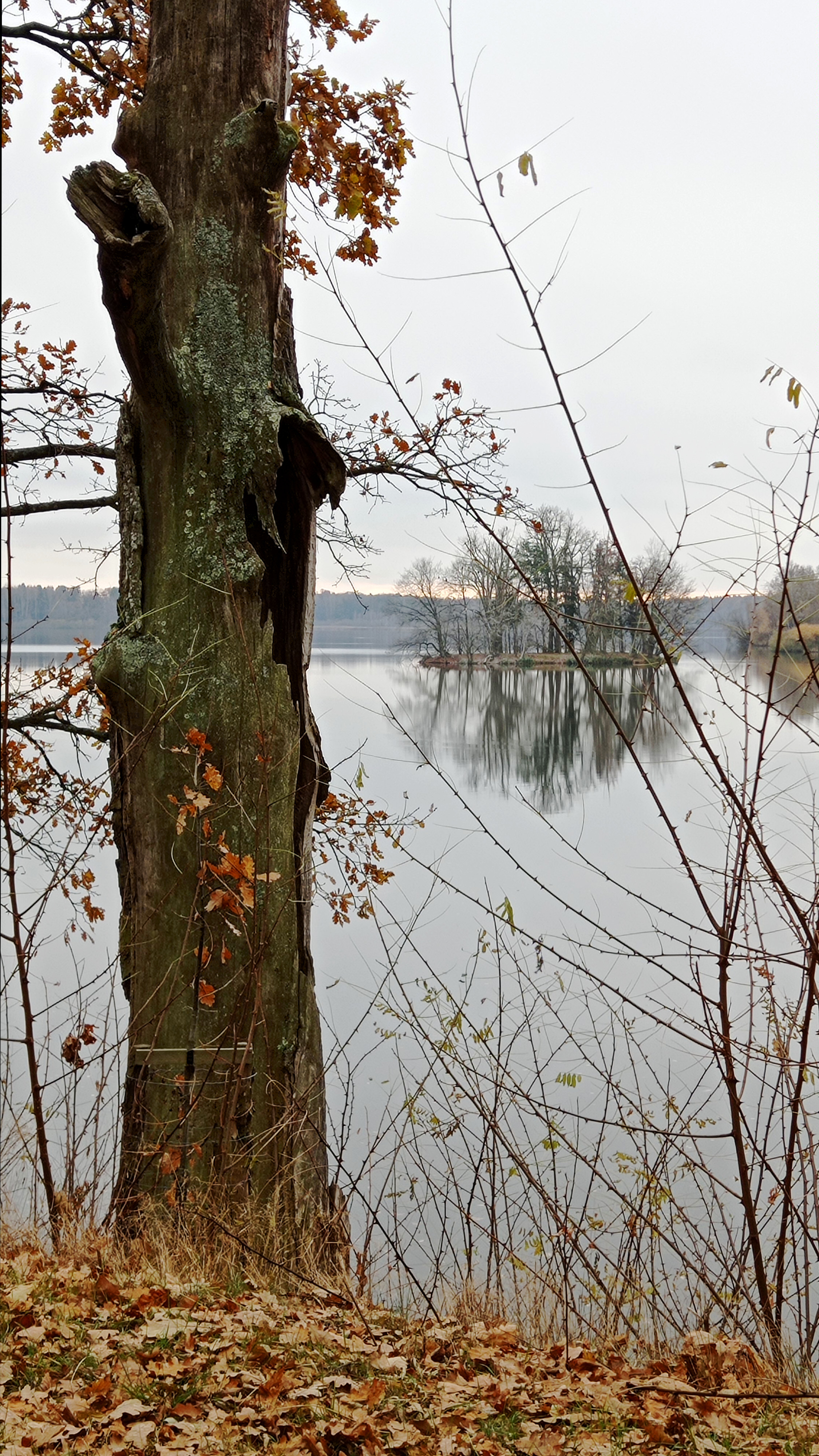
Pohled k ostrovu
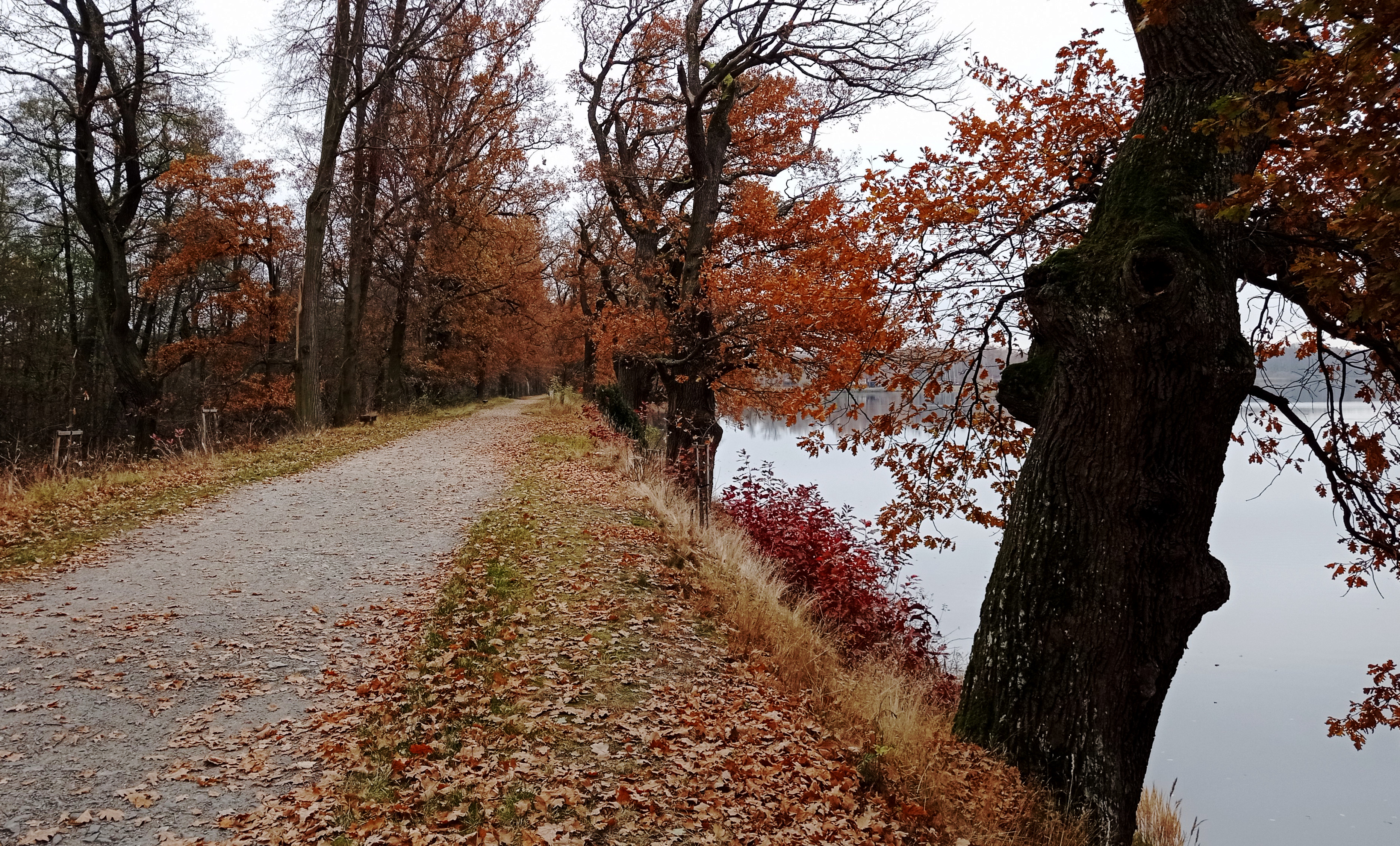
Cesta po hrázi
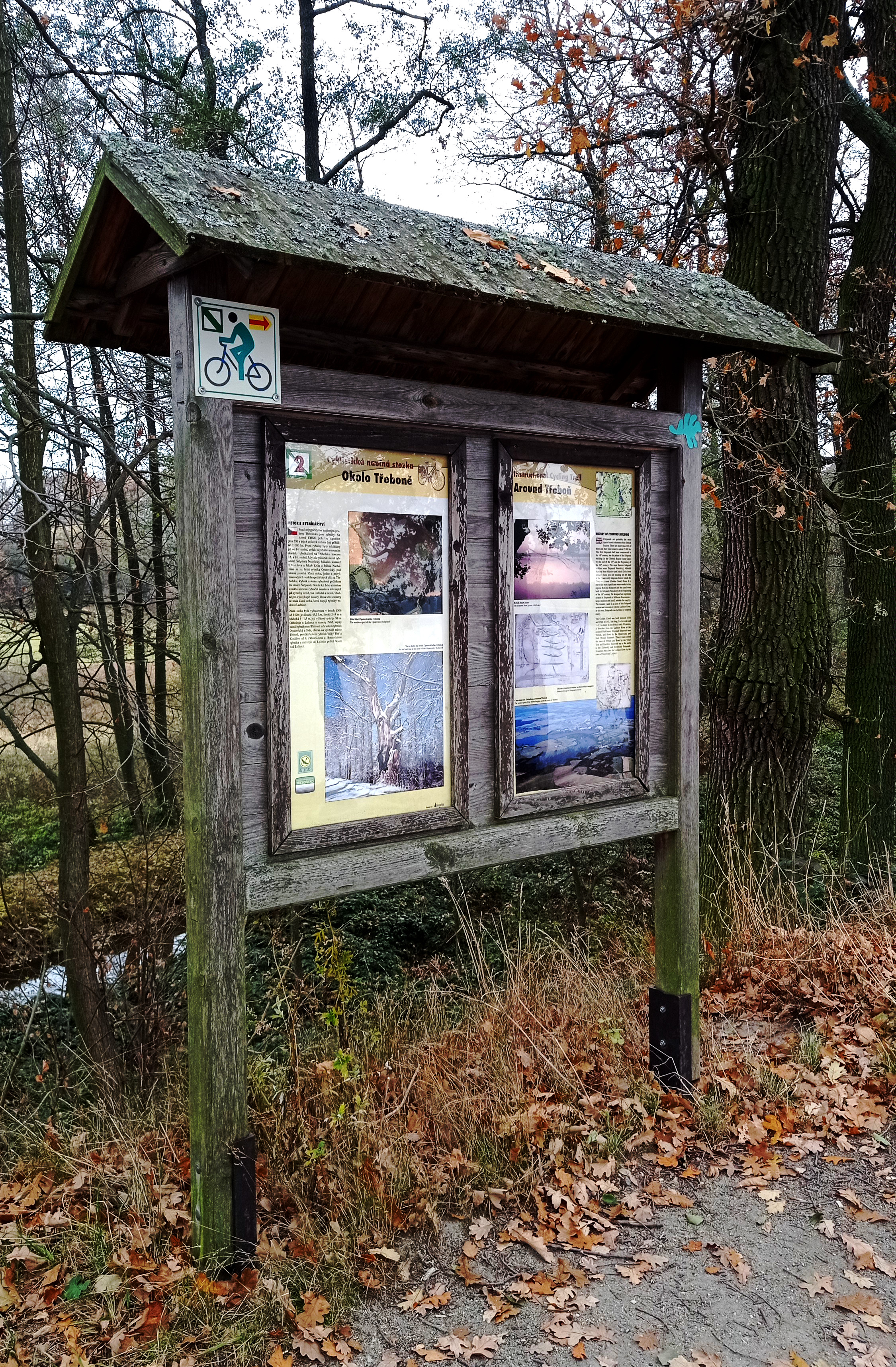
Infopanel naučné stezky